# Lorine Niedecker
Lorine Niedecker (Lorine Faith Niedecker) est une poète américaine née le 12 mai 1903 à Fort Atkinson dans le Wisconsin et décédée le 31 décembre 1970 .
Bien qu'influencée par l'objectivisme du poète Louis Zukofsky, son œuvre est surtout marquée par l'imagisme et le surréalisme.

## Œuvres
- New Goose, 1946.
- My Friend Tree, 1961.
- North Central, 1968.
- T & G : Collected Poems 1936-1966, 1969.
- My Life By Water, 1970

## En français
- Louange du lieu et autres poèmes, trad. de N. et M. Pesquès, Paris, Éditions José Corti, 2012, 352 p.  (ISBN 978-2-7143-1096-5)

## Sur l'auteur
- Jenny Penberthy (ed.) et al., Lorine Niedecker: Woman & Poet, Orono, Maine, National Poetry Foundation, University of Maine, 1996, 439 p.  (ISBN 0-943373-39-5)